# Cassandra Magrath
Cassandra Magrath (* 8. Januar 1981 in Melbourne, Australien) ist eine australische Film- und Fernsehschauspielerin.

## Schauspielkarriere
Magrath begann ihre Schauspielkarriere im Alter von 11 Jahren mit einer Rolle in der Kinderfernsehsendung Ocean Girl. Außerdem spielte sie Charlene in der australischen ABC-Kinderfernsehserie The Wayne Manifesto, die 1996 ausgestrahlt wurde. Magrath spielte auch die Rolle der Alison Pi Renfrey in The Crash Zone (1998). Darüber hinaus war sie als Liz Hunter im Horrorfilm Wolf Creek (2005) zu sehen. Außerdem trat sie u. a. in dem Video „Gone“ von The Butterfly Effect auf. Im Jahr 2016 spielte sie die Hauptrolle in dem von Screen Australia produzierten Horrorfilm Scare Campaign, bei dem die Brüder Cairnes (Late Night with the Devil) Regie führten.

## Filmografie (Auswahl)
- 1994–1995: Ocean Girl (Fernsehserie, 26 Folgen)
- 1998–2000: SeaChange (Fernsehserie, 39 Folgen)
- 1999–2001: Crash Zone (Fernsehserie, 26 Folgen)
- 2004: Total Genial (Fernsehserie, 2 Folgen)
- 2002: Shock Jock (Fernsehserie, 13 Folgen)
- 2005: Wolf Creek
- 2008: City Homicide (Fernsehserie, 1 Folge)
- 2012–2025: Nachbarn (Fernsehserie, 9 Folgen)
- 2013–2015: Wentworth (Fernsehserie, 7 Folgen)
- 2014: Shotgun Wedding (Kurzfilm)
- 2016: Scare Campaign
- 2017: Liz Drives (Kurzfilm) (auch Produzentin)
- 2022: Der Spion, der niemals stirbt